# Omega-7 masna kiselina
Omega-7 masna kiselina su klasa nezasićenih masnih kiselina kod kojih je mesto nezasićenosti sedam ugljenika od omega kraja. Dve najčešće omega-7 masne kiseline u prirodi su palmitoleinska kiselina i vakcenska kiselina.
Mononezasićene omega-7 masne kiseline imaju imaju opštu hemijsku forumulu .
| Zajedničko ime          | Lipidno ime | Hemijsko ime                 |
| ----------------------- | ----------- | ---------------------------- |
| none                    | 12:1 (n−7)  | 5-Dodecenoinska kiselina     |
| none                    | 14:1 (n−7)  | 7-Tetradecenoic kiselina     |
| Palmitoleinska kiselina | 16:1 (n−7)  | 9-Heksadecenoinska kiselina  |
| Vakcenska kiselina      | 18:1 (n−7)  | 11-Decenoic kiselina         |
| Paulinska kiselina      | 20:1 (n−7)  | 13-Eikozenoinska kiselina    |
| none                    | 22:1 (n−7)  | 15-Dokozenoinska kiselina    |
| none                    | 24:1 (n−7)  | 17-Tetrakozenoinska kiselina |